# Neda (album)
Neda je treći studijski album pjevačice Nede Ukraden izdan 1979. godine za ljubljansku radioteleviziju kao LP ploča.

## Popis pjesama
1. Još te volim (3:50)
2. Prevari me (3:23)
3. Prijateljice (4:49)
4. Gdje bi nam bio kraj (3:49)
5. Ti nemaš šanse (2:52)
6. Da samo zna (3:33)
7. Jedino s tobom (4:00)
8. Da li sam nešto značila tebi (5:18)
9. No Way (4:11)

## O albumu
Godine 1979. izlazi Nedin treći studijski album jednostavno nazvan Neda (prva pjesma albuma je "Još te volim" s festivala Vaš šlager sezone ’79, ali u novom aranžmanu Kornelija Kovača). Ploča je snimana na 24 kanalnoj tehnici u Central Recordes studiju u Londonu. Producent je bio Kornelije Kovač, tonski snimatelj Peter Mc Namee (čijom je pjesmom "No Way" Neda zatvorila album), a asistent snimatelja Lougi Broglia. LP ploča je izdan u jako malom tiražu (prvi je tiraž imao samo 10.000 primjeraka). Na njemu se kao suradnik pojavljuje i Bora Đorđević s pjesmom "Jedino s tobom" te Mićo Vujanović s predivnom baladom – "Da li sam nešto značila tebi". Za pjesmu "Prijateljice" glazbu je napisao Kemal Monteno. Cjelokupni album je prožet modernim disco ritmom, bez folk motiva.

## Vanjske poveznice
- Album "Neda" na www.discogs.com